# No Pressure (Logic)
No Pressure è il sesto e ultimo album in studio del rapper statunitense Logic, pubblicato nel 2020.

## Il disco
Il disco è stato annunciato il 16 luglio 2020, giorno in cui Logic ha anche annunciato che sarebbe stato il suo ultimo lavoro e quindi il suo ritiro dalle scene per dedicarsi alla famiglia.
La traccia di apertura No Pressure e quella di chiusura Obediently Yours contengono dei sample di Orson Welles. 

## Tracce
1. No Pressure (Intro) – 2:54 (Sir Robert Bryson Hall II, Gabriel Stevenson, Orson Welles)
2. Hit My Line – 4:25 (Hall, Arjun Ivatury, Alan Hawkshaw)
3. GP4 – 4:34 (Hall, Ivatury, Rui Wen Pan, Adam Feeney, Ernest Wilson, André Benjamin, Antwan Patton, Carlton Ridenhour, Gary Rinaldo, Hank Shocklee)
4. Celebration – 3:50 (Hall, Anthony Manco Jr., Wilson, Jeffrey Smith, Dana Middleton, Thomas Bell, Linda Epstein)
5. Open Mic\\Aquarius III – 5:03 (Hall, Raymond Angry, Ivatury, Christopher Justice, Dawoyne Lawson, George Clinton, George Worrell, Garry Shider)
6. Soul Food II – 5:33 (Hall, Khalil Abdul-Rahman, Steve Wyreman, Ivatury, Matthew Crabtree)
7. Perfect – 1:40 (Hall, Ivatury, Michael Mule, Isaac DeBoni, Keanu Torres)
8. Man I Is – 4:29 (Hall, Benjamin, Patton, Marcus Edwards, Lana Moorer, Philip Clendeninn, Patrick Brown)
9. DadBod – 4:54 (Hall, Ivatury, Kyle Metcalfe)
10. 5 Hooks – 3:52 (Hall, Chazwick Bundick, Ivatury)
11. Dark Place – 3:15 (Hall, Ivatury, Bundick, Arkae Tuazon, Dexter Wansel, Clinton, Worrell, Shider)
12. A2Z – 3:08 (Hall, Little Bobby, Wilson, Maneesh Bidaye)
13. Heard Em Say – 3:36 (Hall, Denny Newman)
14. Amen – 2:26 (Hall, Tyler Okonma, Metcalfe, O'Kelly Isley Jr., Ronald Isley, Rudolph Isley)
15. Obediently Yours – 6:09 (Hall, Wilson, Welles)